# Dendropemon longipes
Dendropemon longipes är en tvåhjärtbladig växtart som beskrevs av Ignatz Urban. Dendropemon longipes ingår i släktet Dendropemon och familjen Loranthaceae. Inga underarter finns listade i Catalogue of Life.